# 旭染織
旭染織株式会社（あさひせんしょく）は、かって存在したタオルメーカー。

## 概要
1959年に楠橋紋織の元従業員の八木友一によって設立。設立後、染晒工程を併設してタオルの一貫生産体制を構築。1980年にはトウヨテリー（株）を設立して阿部（株）のタオル部門にいた80名の従業員と三芳工場のタオル工場（残りの織物工場は旭染織が継承）を継承した。1992年に今治タオル業界では初となる中国への進出を果たし、大連に大連旭染織有限公司（合弁）を設立した。 
大連旭染織は従業員301～500人、研究開発関係職員十数名の企業で電子ジャガードを設置し、コンピュータコントロールのもと、24時間操業可能で、高級タオルの大量生産可能な工場であった。日本をはじめアメリカ、香港、シンガポールなど幅広くタオルを販売していた。
しかし、主力取引先に不良債権が発生、大連旭染織への投資負担もあり、2008年に中国工場が操業停止。2008年3月には民事再生法の適用を申請した（負債総額は約42億円）。2009年5月にKBツヅキがツヅキボウ今治（株）を設立して染織部門を継承している。

## 沿革
- 1959年 - 会社設立。
- 1980年 - 阿部（株）の織物工場を事業継承。トウヨテリー（株）設立して阿部（株）のタオル部門を事業継承。
- 1992年 - 中国・大連に大連旭染織有限公司を設立。
- 2008年 - 中国工場が操業停止。民事再生法の適用を申請。
- 2009年 - KBツヅキの設立した「ツヅキボウ今治（株）」が染織部門を事業継承。

## 関連会社
- トウヨテリー株式会社（タオル製造業）